# Serge Dyot
Serge Dyot (* 20. Januar 1960) ist ein ehemaliger französischer Judoka. Er war 1981 Weltmeisterschaftszweiter und 1984 Europameisterschaftszweiter.

## Sportliche Karriere
Serge Dyot gewann 1976 die Kadetteneuropameisterschaften in der Gewichtsklasse bis 65 Kilogramm. Danach kämpfte der 1,73 m große Serge Dyot bis 1986 im Leichtgewicht, der Gewichtsklasse bis 71 Kilogramm. 1979 gewann er die Junioreneuropameisterschaften. Im Juni 1981 siegte er bei den Militärweltmeisterschaften. Bei den Weltmeisterschaften 1981 in Maastricht bezwang er im Halbfinale den Belgier Bernard Tambour, das Finale verlor er gegen den Südkoreaner Park Chong-hak. 1982 unterlag er im Finale des Tournoi de Paris gegen den Japaner Hidetoshi Nakanishi. Bei den französischen Meisterschaften 1982 belegte er den dritten Platz, es siegte sein Bruder Christian Dyot. Deshalb ist es wahrscheinlich, dass Christian Dyot an den Europameisterschaften 1982 teilnahm. Im August 1982 siegte Serge Dyot wie im Vorjahr bei den Militärweltmeisterschaften.
1984 siegte Serge Dyot bei den französischen Meisterschaften im Finale gegen Christian Dyot. Bei den Europameisterschaften in Lüttich unterlag Serge Dyot im Finale Tamas Namgalauri aus der Sowjetunion. Bei den Olympischen Spielen in Los Angeles unterlag Dyot in seinem Auftaktkampf dem Italiener Ezio Gamba nach 1:07 Minuten. In der Hoffnungsrunde bezwang Dyot Johannes Wohlwend aus Liechtenstein und unterlag dem Kanadier Glenn Beauchamp. Serge Dyot wird als Olympiasiebter geführt. Bei den Weltmeisterschaften 1985 in Seoul bezwang Dyot in seinem Auftaktkampf Glenn Beauchamp. Im Viertelfinale unterlag er Mike Swain aus den Vereinigten Staaten.